# Michel Colombier
Michel Colombier (* 23. Mai 1939 in Lyon, Frankreich; † 14. November 2004 in Los Angeles) war ein französischer Filmkomponist.
Colombier schrieb die Musik zu mehr als einhundert Filmen. Weltweit bekannt wurde er durch die Filmmusik für Purple Rain (1984) von Albert Magnoli, Gegen jede Chance (1984) von Taylor Hackford und White Nights – Die Nacht der Entscheidung (1985) ebenfalls von Taylor Hackford. Er arbeitete mit vielen bekannten französischen und US-amerikanischen Künstlern zusammen, unter anderem mit Charles Aznavour und Prince. Für seine Werke erhielt Colombier zweimal den französischen Filmpreis César.
Darüber hinaus sind in seinen Kompositionen neben der Film- und Fernsehmusik auch klassische Werke zu finden. So hat er Musiktitel für das Kronos Quartet, den Jazzer Branford Marsalis und verschiedene Ballettmusiken geschrieben.
Colombier war zweimal verheiratet und hatte aus jeder Ehe drei Kinder. Er erlag einem Krebsleiden.

## Filmografie (Auswahl)
- 1964: Bei Oscar ist ’ne Schraube locker (Une souris chez les hommes)
- 1966: Blüten, Gauner und die Nacht von Nizza (Le jardinier d’Argenteuil)
- 1967: Anna
- 1968: Hemmungslose Manon (Manon 70)
- 1972: Der Chef (Un flic)
- 1976: Der Greifer (L’alpagueur)
- 1979: Sechs Männer aus Stahl (Steel)
- 1982: Ein Zimmer in der Stadt (Une chambre en ville)
- 1984: Gegen jede Chance (Against All Odds)
- 1984: Purple Rain
- 1985: White Nights – Die Nacht der Entscheidung (White Nights)
- 1986: Geschenkt ist noch zu teuer (The Money Pit)
- 1986: Die unglaubliche Entführung der verrückten Mrs. Stone (Ruthless People)
- 1986: Auf der Suche nach dem goldenen Kind (The Golden Child)
- 1987: Nicht jetzt, Liebling (Surrender)
- 1988: Der Cop (Cop)
- 1989: Wer ist Harry Crumb? (Who’s Harry Crumb?)
- 1989: Asterix – Operation Hinkelstein (Astérix et le Coup du menhir)
- 1990: Catchfire (Backtrack)
- 1990: New Jack City
- 1991: Canyon Cop (The Dark Wind)
- 1991: Keiner kommt hier lebend raus (Diary of a Hitman)
- 1991: Strictly Business
- 1992: Jenseits der weißen Linie (Deep Cover)
- 1993: Posse – Die Rache des Jessie Lee (Posse)
- 1993: Challenge – Die Herausforderung (The Program)
- 1993: Das Kainsmal des Todes (Daybreak, Fernsehfilm)
- 1994: Die Indianer von Cleveland II (Major League II)
- 1996: Barb Wire – Flucht in die Freiheit (Barb Wire)
- 1996: Foxfire
- 1999: Trippin’
- 1999: Sabrina verhext Australien (Sabrina, Down Under)
- 1999: Willkommen in Freak City (Freak City)
- 2000: Dumm gelaufen – Kidnapping für Anfänger (Screwed)
- 2000: Blond und skrupellos (Dark Summer)
- 2002: Stürmische Liebe – Swept Away (Swept Away)